# جونگ‌نیون: تولد ستاره
جونگ‌نیون: تولد ستاره (انگلیسی: Jeongnyeon: The Star Is Born؛ کره‌ای: 정년이) یک مجموعه تلویزیونی محصول کره جنوبی به نویسندگی چوی هیو بی و با بازی کیم ته ری، شین یه اون، را می ران و مون سو ری است. این مجموعه بر پایه وب‌تونی با همین نام اثر سو یی‌ره و نامون است و داستان رشد دختری را به تصویر می‌کشد که در دههٔ ۱۹۵۰ با استعداد خوانندگی متولد شد. این مجموعه از ۱۲ اکتبر تا ۱۷ نوامبر ۲۰۲۴، روزهای شنبه و یکشنبه ساعت ۲۱:۲۰ (کی‌اس‌تی) از تی‌وی‌ان پخش شد.

## بازیگران

### اصلی
- کیم ته ری در نقش یون جونگ نیون[۲]
- شین یه اون در نقش هو یونگ سو[۲]
- را می ران در نقش کانگ سو بوک[۳]

کارگردان شرکت تئاتر مه‌ران
- جونگ اون چه در نقش مون اوک گیونگ[۴]

شاهزاده شرکت تئاتر مه‌ران
- کیم یون هه در نقش سو هه رانگ[۵]

شاهدخت شرکت تئاتر مه‌ران

### مکمل
- وو دا بی در نقش هونگ جو ران[۶]

عضو شرکت تئاتر مه‌ران
- سونگهی در نقش پارک چو روک[۷]

عضو شرکت تئاتر مه‌ران
- جونگ را اِل در نقش سو بوک شیل[۸]

عضو شرکت تئاتر مه‌ران
- جانگ هه جین در نقش هان کی جو[۹]

مادر هو یونگ سو
- مین کیونگ آه در نقش هو یونگ این[۱۰]

خواهر بزرگتر هو یونگ سو

### حضور ویژه
- مون سو ری در نقش سو یونگ ره / چوی گونگ سو[۳]

مادر یون جونگ نیون